# 未來是什麼？
《未來是什麼？》（日语：未来とは?）是日本女子偶像團體SKE48的第14張單曲唱片，於2014年3月19日由愛貝克思旗下的Avex trax發行。由於新單曲的主打歌MV採用了嶄新的逆播放方式呈現，因而在網路上造成話題。

## 簡介
《未來是什麼？》是接續2013年底時的《贊成卡哇伊！》（賛成カワイイ!）之後，間隔約4個月後發行的新單曲。如同48集團的慣例，此張單曲也是採一作品多版本發行的方式，共推出Type-A、-B、-C、-D與劇場版（劇場盤）五個收錄曲目不同的版本，其中Type-A、-B、-C與-D四版還分為單曲上市初期限量發行的初回版，與之後持續發行的通常版，因此實際上總共有9種不同內容細節的發行版本。在多種不同的版本中，初回版與通常版主要的差異在於初回版除了原本的音樂CD與影片DVD外，還另外附贈了限期有效的日本全國握手會參加券與Zepp演唱活動的抽選券，及可作為交換卡片收集的成員生寫真（一種未經修圖加工的宣傳照片）。至於經常又被稱為「mu-mo版」的劇場版同樣也是只有在上市初期發行，但此版本只能透過愛貝克思自有的音樂產品銷售網站「mu-mo」購得。除了銷售通路不同外，劇場版也不附收錄MV的DVD，卻額外附贈了可用來抽選特殊獎品的刮刮卡。
與唱片同名的主打歌曲《未來是什麼？》最初是在SKE48在2014年2月1日於名古屋巨蛋舉行的「SKE黨崛起聚會『來箱推吧！』」演唱會首次公開演出，但較為特別的是該次的演出並不是為了正式公開作品，而是為了進行MV的拍攝——MV的製作團隊拍攝了包括演唱會現場在內、許多不同場景的影片，然後再以逆播放的方式完成整部影片。為了配合這點SKE48的單曲選拔成員排練了特別的倒序舞步在演唱會現場演出，因此當時公開的只有新曲中逆播放片段的部分。完整的新曲，實際上是在2月24日東海廣播電台（東海ラジオ放送）的SKE48冠名廣播節目《SKE48的一加一才不等於二呢！》中首度播出。
在收錄的B面曲方面，此次的演唱分組是以分隊作為單位，在Type-B、Type-C與Type-D中，收錄於各版本第二音軌的B面曲分別是由SKE48的三個分隊——Team S、Team KII與Team E負責演唱。唯一的例外是Type-A版本的第二音軌，收錄於此版本的《GALAXY of DREAMS》一曲是SKE48與韓國電子廠商三星電子跨業合作的作品，以推廣該廠的新產品。為了演唱此曲自SKE48選出了10名知名度較高的成員，組成稱為「GALAXY of DREAMS選拔」的臨時小分隊。

## 版本與收錄內容

### Type-A
除了收錄了廣告企畫搭配曲《GALAXY of DREAMS》之外，Type-A所附的DVD中收錄了由研究生分隊所企畫的附贈影片「尋找松村的搭檔企畫」。此版本的唱片封面是單曲選拔組中的大矢真那、松井珠理奈、北川綾巴與古畑奈和4人合照，且雖然是相同的4人，但初回版與普通版的封面照片與排版並不相同。
此版本的收錄內容包括：
CD
1. 《未來是什麼？》（未来とは?）
2. 《GALAXY of DREAMS》（「GALAXY of DREAMS」演唱曲）
3. 《Mayflower》（「九龍孃」演唱曲）
4. 《未來是什麼？》純配樂（off vocal）版
5. 《GALAXY of DREAMS》純配樂版
6. 《Mayflower》純配樂版

DVD
1. 《未來是什麼？》MV
2. 《未來是什麼？～2014.02.02 SKE黨崛起集會「來箱推吧！」@名古屋巨蛋～》（未来とは? 〜2014.02.02 SKE党決起集会。「箱で推せ!」@ナゴヤドーム〜）
3. 《GALAXY of DREAMS》MV
4. 特典影片I（研究生）：「尋找松村的搭檔企畫」～靠冒牌催眠師首次惡整研究生（「松村の相方探し企画」～研究生にニセ催眠術師が初ドッキリ！～）

### Type-B
收錄了Team S演唱曲《像是貓豎起尾巴般》的Type-B，其所附的DVD中收錄同樣也是由Team S演出的附贈影片「第一次的女生聚會」。此版本的唱片封面是單曲選拔組中的東李苑、松井玲奈、高柳明音與石田安奈4人合照，且與Type-A同樣，初回版與普通版的封面是以相同的4人但更換照片與排版設計而成。
此版本的收錄內容包括：
CD
1. 《未來是什麼？》
2. 《像是貓豎起尾巴般》 feat. Bose（日语：スチャダラパー）（Team S演唱曲）
3. 《Mayflower》（「九龍孃」演唱曲）
4. 《未來是什麼？》純配樂版
5. 《像是貓豎起尾巴般》純配樂版
6. 《Mayflower》純配樂版

DVD
1. 《未來是什麼？》MV
2. 《未來是什麼？～2014.02.02 SKE黨崛起集會「來箱推吧！」@名古屋巨蛋～》
3. 《像是貓豎起尾巴般》MV
4. 特典影片II（Team S）：「第一次的女生聚會」～側寫成員們的真心話～（「初めての女子会」～メンバーの本音をプロファイリング～）

### Type-C
收錄了Team KII演唱曲《S子與測謊機》的Type-C，其所附的DVD中收錄同樣也是由Team KII演出的附贈影片「和DARTHREIDER的即興饒舌對戰」。此版本唱片封面上的4名選拔組成員分別為柴田阿彌、木崎由里亞、木本花音與山田瑞穗，且同樣有初回版與普通版兩種不同的設計。
此版本的收錄內容包括：
CD
1. 《未來是什麼？》
2. 《S子與測謊器》（S子と嘘発見器，Team KII演唱曲）
3. 《Mayflower》（「九龍孃」演唱曲）
4. 《未來是什麼？》純配樂版
5. 《S子與測謊器》純配樂版
6. 《Mayflower》純配樂版

DVD
1. 《未來是什麼？》MV
2. 《未來是什麼？～2014.02.02 SKE黨崛起集會「來箱推吧！」@名古屋巨蛋～》
3. 《S子與測謊器》MV
4. 特典影片III（Team KII）：「和DARTHREIDER（日语：ダースレイダー）的即興饒舌對戰」～KII成員的第一次饒舌挑戰～（「フリースタイルＲＡＰバトル with ダースレイダー」～ＫⅡメンバーが初ラップに挑戦～）

### Type-D
收錄了Team E演唱曲《想要約你見面》的Type-D，其所附的DVD中收錄同樣也是由Team E演出的附贈影片「探索成員中的廢柴故事！」。此版本唱片封面上的4名選拔組成員分別為大場美奈、古川愛李、須田亞香里與梅本圓，其初回版與普通版的版面設計也是不同的。
此版本的收錄內容包括：
CD
1. 《未來是什麼？》
2. 《想要約你見面》（待ち合わせたい，Team E演唱曲）
3. 《Mayflower》（「九龍孃」演唱曲）
4. 《未來是什麼？》純配樂版
5. 《想要約你見面》純配樂版
6. 《Mayflower》純配樂版

DVD
1. 《未來是什麼？》MV
2. 《未來是什麼？～2014.02.02 SKE黨崛起集會「來箱推吧！」@名古屋巨蛋～》
3. 《想要約你見面》MV
4. 特典影片IV（Team E）：「探索成員中的廢柴故事！」～第一次的窩裡反～（「メンバーの中にいるヘタレーゼを探せ！」～初めての裏切り～）

### 劇場版
只透過網路通路銷售的劇場版是9個版本中唯一不附DVD者，其唱片封面是16名單曲選拔組的成員合照。
此版本的收錄內容包括：
CD
1. 《未來是什麼？》
2. 《我們的羈絆》（僕らの絆）
3. SKE48第14張單曲組曲（SKE48 14th Single Medley）
4. 《未來是什麼？》純配樂版
5. 《想要出門約會我們的羈絆》純配樂版

## 歌曲與選拔成員
以下所提及的成員所屬分隊都是以單曲唱片發行的時間點為準。

### 未來是什麼？
主打單曲《未來是什麼？》（未来とは?）是一首由製作人秋元康作詞的歌曲。如同前述，此曲的MV採用少見的逆播放方式表現，其故事主軸是敘述了SKE的成員為了能登上作為其奮鬥目標的名古屋巨蛋舞台而努力的過程，因此部分的場景是實際上在演唱會的現場以反序的方式拍攝。為了拍攝MV內容，在2月1日與2日「SKE黨崛起聚會『來箱推吧！』」演唱會現場的樂曲是以逆播放方式呈現，因此聽眾並無法瞭解反唱的歌詞內容，而成員們也必須配合拍攝練習與正常流程顛倒的舞步。獨特的拍攝手法除了是48集團的首度嘗試外，在演唱會中現場表演反序的舞蹈與歌曲，也是全球娛樂圈首見，而成為廣受討論的話題。
擔任此曲center（中央位置）的成員是松井珠理奈，但在名古屋巨蛋現場的表演畫面中，有部分劇情與舞蹈隊形是以松井玲奈為主角，或以雙center的方式呈現。此張單曲的詳細單曲選拔組成員名單如下：
- Team S：石田安奈、大矢真那、木崎由里亞（木﨑ゆりあ）、松井珠理奈
- Team KII：大場美奈、柴田阿彌、須田亞香里、高柳明音、古川愛李、山田瑞穗（山田みずほ）
- Team E：東李苑、梅本圓（梅本まどか）、木本花音、古畑奈和、松井玲奈
- 研究生：北川綾巴

在名單中，山田瑞穗、東李苑與梅本圓三人是第一次入圍選拔組。至於上一張單曲的選拔成員中沒能再次入選的，則為中西優香、已畢業的菅奈奈子與即將畢業的向田茉夏三人。

### GALAXY of DREAMS
只有在Type-A中收錄的B面曲《GALAXY of DREAMS》（夢想的銀河）是一首為了配合三星電子的跨業合作案而製作的歌曲。歌名中的「GALAXY」實際上是三星旗下的智慧型手持設備「Samsung Galaxy」系列之名，為了進行廣告企畫自SKE48中選擇了10名知名度較高的成員組成稱為「GALAXY of DREAMS」的小分隊，除了參與同名主題歌曲的演唱外，也拍攝了一系列與產品體驗相關的影片作為推廣。擔任此曲center的成員是木崎由里亞。但在MV中，站在舞蹈隊形中央的是SKE48的雙王牌松井珠理奈與松井玲奈。
GALAXY of DREAMS的成員名單如下：
- Team S：木崎由里亞、松井珠理奈
- Team KII：柴田阿彌、須田亞香里、高柳明音、古川愛李
- Team E：木本花音、古畑奈和、松井玲奈
- 研究生：北川綾巴

GALAXY of DREAMS的成員實際上全都有入圍單曲選拔組。

### Mayflower
除了劇場版之外所有版本都有收錄的《Mayflower》（五月花）一曲，是由9名成員合組的小分隊「九龍孃」（Dragon Girls）所演唱的歌曲。九龍孃的詳細成員名單如下：
- Team S：石田安奈
- Team KII：加藤琉美（加藤るみ）、須田亞香里、高柳明音、竹内舞、二村春香、古川愛李
- Team E：梅本圓、木下有希子

### 像是貓豎起尾巴般
只有Type-B收錄的《像是貓豎起尾巴般》（猫の尻尾がピンと立ってるうに…）是這張單曲唱片中的Team S隊曲。歌曲採用以往48集團作品中並不常見的節奏藍調曲風，並且邀請了Schadaraparr的主唱「Bose」擔任歌曲間奏時的饒舌手。除了唱片發行時已經正式自SKE48畢業離團的佐藤聖羅外，所有的Team S成員皆參與了此曲的錄製：
- Team S：阿比留李帆、石田安奈、磯原杏華、江籠裕奈、大矢真那、木崎由里亞、後藤理沙子、齊藤真木子、都築里佳、出口陽、中西優香、松井珠理奈、向田茉夏、矢方美紀

Team S的另一位畢業成員向田茉夏雖然在唱片發行後四天即正式畢業離團，但仍參與了此曲的演出並且擔任MV劇情的主角與舞蹈隊形的center位置，因而此曲也被視為她的畢業曲。至於站在她兩旁的前排成員與在劇情中擔任主要配角的，則是松井珠理奈與木崎由里亞兩人。

### S子與測謊器
只有Type-C收錄的 《S子與測謊器》（S子と嘘発見器）是此次單曲唱片中的Team KII隊曲。在搭配的MV中舞蹈隊形是以Team KII的隊長高柳明音與唯一進入AKB48總選選拔組的成員須田亞香里兩人的雙center搭配。參與此曲的成員名單如下：
- Team KII：內山命、大場美奈、加藤智子、加藤琉美、小林亞實、佐藤實繪子、柴田阿彌、須田亞香里、高木由麻奈、高柳明音、竹內舞、二村春香、古川愛李、松本梨奈、山下由加里（山下ゆかり）、山田瑞穗

Team KII隊員之一的松本梨奈雖然已在單曲發行前宣布將要畢業離團的決定，但因確切的演藝活動中止時程還未決定，因此仍有參與此曲的演出。

### 想要約你見面
只有收錄於Type-D之中的《想要約你見面》（待ち合わせたい）是本作B面曲中的Team E隊曲。在搭配的MV中，設計成舞台劇般的故事情節是以木本花音為主角，舞蹈隊形則是由隊長松井玲奈站在center位置，至於站在松井兩旁的前排成員則是梅本圓與東李苑。
參與此曲的成員名單如下：
- Team E：東李苑、井口栞里、市野成美、岩永亞美、梅本圓、金子栞、鬼頭桃菜、木下有希子、木本花音、酒井萌衣、古畑奈和、松井玲奈、水埜帆乃香、宮前杏實、山田澪花

### 我們的羈絆
只有劇場版才有收錄的 《我們的羈絆》（僕らの絆），是48集團的歌曲作品中非常少見、並非由製作人秋元康作詞的一首歌。此曲的詞曲作者是SKE48的資深成員、暱稱「大姊」（姉さん）的一期生佐藤實繪子，在多年前為了交情要好的同期生要畢業離團而寫下但未曾公開。2012年7月31日，為了作為另一位成員、同為Team KII隊員的若林倫香之畢業餞別禮，而首度以自彈自唱的方式發表於佐藤的官方Google+上。而此曲之所以正式被收錄在SKE48的單曲唱片中，主要是為了與佐藤私交甚篤的向田茉夏即將畢業離團之故，而參與此曲錄製的則是包含向田本人在內、14名在歌曲錄製時仍在籍的SKE48二期生。這也是48集團第一首被正式收錄在單曲唱片中、詞曲皆是由成員自行創作的歌曲。
參與此曲的成員名單如下：
- Team S：阿比留李帆、石田安奈、磯原杏華、齊藤真木子、向田茉夏
- Team KII：內山命、加藤智子、加藤琉美、高柳明音、古川愛李、松本梨奈
- Team E：井口栞里、鬼頭桃菜、山田澪花

## 外部連結
- SKE48官方網站作品介紹頁面：
  - Type-A 初回版 （页面存档备份，存于）、通常版 （页面存档备份，存于）
  - Type-B 初回版 （页面存档备份，存于）、 通常版 （页面存档备份，存于）
  - Type-C 初回版 （页面存档备份，存于）、通常版 （页面存档备份，存于）
  - Type-D 初回版 （页面存档备份，存于）、 通常版 （页面存档备份，存于）
  - 劇場版 （页面存档备份，存于）
- 官方YouTube頻道MV：
  - YouTube上的《未來是什麼？》特殊剪輯版MV
  - YouTube上的《GALAXY of DREAMS》特殊剪輯版MV
  - YouTube上的《像是貓豎起尾巴般》特殊剪輯版MV
  - YouTube上的《S子與測謊器》特殊剪輯版MV
  - YouTube上的《想要約你見面》特殊剪輯版MV